# Saliou Sané
Saliou Sané (* 19. Juli 1992 in Hannover) ist ein deutsch-senegalesischer Fußballspieler. Der Stürmer steht bei der SV Ried unter Vertrag.

## Karriere
Sané spielte in seiner Jugend für den Hannoverschen SC und für Hannover 96. Zur Saison 2011/12 rückte er in die zweite Mannschaft auf und absolvierte Punktspiele in der Regionalliga Nord. Im Sommer 2012 wechselte Sané zum Ligakonkurrenten TSV Havelse, bei dem er zum Stammspieler avancierte. Zur Saison 2013/14 wechselte er gemeinsam mit Mitspieler Marc Vucinovic zum Zweitligisten SC Paderborn 07, bei dem er einen Zweijahresvertrag unterzeichnete.
Zur Spielzeit 2014/15 wechselte Sané auf Leihbasis zum Drittligisten Holstein Kiel und wurde im Sommer 2015 – mit einem bis zum 30. Juni 2017 gültigen Vertrag – verpflichtet.
Nach einer Saison für die SG Sonnenhof Großaspach wechselte der Stürmer zur Folgesaison 2018/19 ligaintern zum Karlsruher SC. Dort debütierte er am 1. Spieltag dieser Saison beim 1:1 gegen Eintracht Braunschweig. Insgesamt kam Sané in 22 Spielen zum Einsatz, wobei es sich jedoch zumeist um Einwechslungen handelte. Am erfolgreichen Sturmduo Anton Fink und Marvin Pourié war für ihn kein dauerhaftes Vorbeikommen. Am Ende der Saison stieg er mit dem KSC in die 2. Bundesliga auf. Dort kam der Angreifer auf lediglich einen Einsatz und wurde Ende Januar 2020 an den Drittligisten Würzburger Kickers verkauft.
In Würzburg brachte er es Saisonübergreifend auf 13 Einsätze und trug mit drei erzielten Toren in Saison 2019/20 zum Aufstieg in die 2. Bundesliga bei. Da Sané in der Zweitligasaison 2020/21 während der ersten zwölf Spieltage in nur fünf Partien berücksichtigt wurde, wurde er im Januar 2021 bis Saisonende an den Drittligisten 1. FC Magdeburg verliehen. Dort erhielt er 12 Einsätze und erzielte zwei Tore. Zur Saison 21/22 kehrt Sané nach Würzburg zurück, hier stieg er mit den Kickers aus der Dritten Liga ab. Er blieb den Würzburgern auch in der Regionalliga Bayern treu und verlängert Anfang November seinen Vertrag um eine weitere Saison. In der Regionalliga kam er für die Kickers in zwei Spielzeiten zu insgesamt 70 Einsätzen, in denen er 41 Tore erzielte. In der Saison 2023/24 verpasste er mit Würzburg als Regionalliga-Meister erst in der Relegation gegen seinen Ex-Klub Hannover II den Wiederaufstieg in die 3. Liga.
Zur Saison 2024/25 wechselte Sané zum österreichischen Zweitligisten SV Ried, bei dem er einen bis 2026 laufenden Vertrag erhielt.

## Erfolge
SC Paderborn
- Aufstieg in die Bundesliga: 2014

Karlsruher SC
- Aufstieg in die 2. Bundesliga: 2019

Würzburger Kickers
- Aufstieg in die 2. Bundesliga: 2020